# Kwaron (Diwek)
Kwaron is een bestuurslaag in het regentschap Jombang van de provincie Oost-Java, Indonesië. Kwaron telt 5167 inwoners (volkstelling 2010).